# Ева Бушмина
Яна Игоревна Швец (на украински: Яна Ігорівна Швець), известна като Ева Бушмина, е украинска певица, актриса и телевизионна водеща.

## Биография
Яна Швец е родена на 2 април 1989 г. в Свердловск, Ворошиловградска област, УССР. Родителите ѝ са Светлана и Игор. Яна учи до 9-и клас в Свердловск, след което през 2001 г., семейството се премества в Киев, където тя учи в естрадно-цирковата академия във Факултета по поп вокали. Нейният брат Олег Швец е специалист по защита на данните.

## Кариера
Ева е солистка на група Lucky, телевизионна водеща на „Гутен Морген“ по M1, танцува балет в „The Best“, участва в третия сезон на украинския „Фабрики звёзд“. На 21 март 2010 г. напуска предсрочно шоуто, за да се присъедини към група ВИА Гра, на мястото на Татяна Котова. Дебютът на Ева с групата се състои на 30 март 2010 г. Дебютния сингъл на Ева, като част от ВИА Гра е „Пошёл вон!“. На 10 април е премиерата на видеоклипа към песента. През 2010 г. Ева влиза в Топ 10 на откритията на годината според уебсайта Life-Star.

### Соло
Веднага след като напуска ВИА Гра, започва да работи по солова кариера. През януари 2013 г. записва първият си солов сингъл „Собой“.
На 4 юли 2013 г. в интернет излиза нов сингъл, озаглавен „Лето напрокат“, а на 25 септември „Религия“.
През септември 2016 г. издава албума „LAYAH“, който включва 11 песни, като през ноември, той е преиздаден с добавени няколко нови песни.

### Телевизия
В средата на 2013 г. Ева е поканена в шоуто „Хочу V ВИА Гру“ като ментор, но отказва, поради скорошно раждане. През септември същата година участва в пост-шоуто „Зважені та щасливі“.
През октомври – декември 2013 г. участва в шоуто за превъплъщения „Як двi краплi“, където приема образите на Шер, Кристина Агилера, Лолита, Шакира, Алла Пугачова, Майкъл Джексън, Риана и Адел.

## Дискография

### Албуми
- „LAYAH“ (2016)

## Видеография
| Година          | Клип              | Режисьор        | Албум                |
| В група ВИА Гра | В група ВИА Гра   | В група ВИА Гра | В група ВИА Гра      |
| --------------- | ----------------- | --------------- | -------------------- |
| 2010            | „Пошёл вон!“      | Алан Бадоев     | „Всё лучшее в одном“ |
| 2010            | „День без тебя“   | Сергей Солодкий | „Всё лучшее в одном“ |
| 2012            | „Алло, мам!“      | Алан Бадоев     | „Всё лучшее в одном“ |
| Соло кариера    |                   |                 |                      |
| 2013            | „Собой“           | Игор Стеколенко | N/A                  |
| 2013            | „Лето напрокат“   | Леся Патока     | N/A                  |
| 2013            | „Религия“         | Игор Стеколенко | N/A                  |
| 2014            | „#kakvoda“        | Татяна Муиньо   | „LAYAH“              |
| 2014            | „Нельзя поменять“ | Татяна Муиньо   | „LAYAH“              |
| 2015            | „Не преступление“ | Татяна Муиньо   | „LAYAH“              |
| 2016            | „Тени“            | Татяна Муиньо   | „LAYAH“              |
| 2016            | „Невесомыми“      | Татяна Муиньо   | „LAYAH“              |
| 2016            | „Преданы“         | Татяна Муиньо   | „LAYAH“              |
| 2017            | „Не прячься“      | Татяна Муиньо   | „LAYAH“              |

## Класации
| Година | Заглавие        | Класация                         | Класация                         | Класация                                 | Класация                           | Класация                         | Класация                           | Класация                            | Албум |
| Година | Заглавие        | Русия и ОНД (TopHit Общ Топ-100) | Русия (TopHit Московски Топ-100) | Русия (TopHit Санктпетербургски Топ-100) | Украйна (TopHit Украински Топ-100) | Украйна (TopHit Киевски Топ-100) | Радиокласация по заявка TopHit 100 | Русия и ОНД (TopHit Общо за година) | Албум |
| ------ | --------------- | -------------------------------- | -------------------------------- | ---------------------------------------- | ---------------------------------- | -------------------------------- | ---------------------------------- | ----------------------------------- | ----- |
| 2013   | „Собой“         | 232                              | —                                | —                                        | 177                                | 417                              | 82                                 | —                                   | TBA   |
| 2013   | „Лето напрокат“ | 229                              | —                                | —                                        | 439                                | —                                | 226                                | —                                   | TBA   |
| 2013   | „Религия“       | 308                              | —                                | —                                        | 91                                 | 116                              | 294                                | —                                   | TBA   |